# Leptocera dolorosa
Leptocera dolorosa är en tvåvingeart som först beskrevs av Samuel Wendell Williston  1896.  Leptocera dolorosa ingår i släktet Leptocera och familjen hoppflugor. Inga underarter finns listade i Catalogue of Life.